# Groupe féministe socialiste
Die Groupe féministe socialiste (Feministische Sozialistische Fraktion, GFS) war eine sozialistische und feministische Organisation während der Dritten Republik in Frankreich. Sie wurde 1899 von den sozialistischen Arbeiterinnen Louise Saumoneau und Élisabeth Renaud gegründet, die den Feminismus in die Arbeiterklasse in Frankreich tragen wollten. Sowohl die sozialistische als auch die feministische Bewegung existierten bereits, hatten aber kaum Überschneidungen.

## Geschichte
Über vier Millionen Frauen in Frankreich arbeiteten um die Jahrhundertwende (1900) außerhalb ihres Haushalts in nicht-landwirtschaftlichen Berufen, aber es fehlte ihnen an Vertretung oder Organisation. Die Groupe Feministe Socialiste hoffte, den Frauen der Arbeiterklasse einen Raum der Repräsentation bieten zu können.
Das ursprüngliche Manifest der GFS erklärte, man wolle „der doppelten Unterdrückung der Frauen ein Ende setzen, die vom Kapitalismus in großem Maßstab ausgebeutet werden und den Männern durch Gesetze und vor allem durch Vorurteile unterworfen sind“. Die GFS gewann schnell an Popularität, litt aber unter dem Desinteresse sozialistischer Männer sowie unter den Klassenkonflikten zwischen bürgerlichen und proletarischen Feministinnen. So forderte der erste, von Marguerite Durand geleitete Frauenkongress zwar den Achtstundentag bei einem freien Tag für Industriearbeiter; der Antrag Saumoneaus, dies auch für Dienstmädchen zu fordern, scheiterte aber an der bürgerlichen Mehrheit.
Die Gründerinnen der GFS vertraten allerdings von Anfang an unterschiedliche Ansichten. Élisabeth Renauds Ziele waren versöhnlich; sie hoffte, die Kluft zwischen Sozialismus und bürgerlichem Feminismus zu überbrücken. Louise Saumoneau hingegen mochte die bürgerlichen Feministinnen nicht, da sie ihrer Meinung nach unwiderruflich von der Realität der Arbeiterklasse abgekoppelt waren.
1902 verließ Renaud die Partei und überließ Saumoneau die Führung. Die GFS überlebte bis 1905, als sich die verschiedenen in Frankreich existierenden sozialistischen Gruppen vereinigten und die GFS außerhalb der neuen Section française de l’Internationale ouvrière verblieb. Dies, zusammen mit Saumoneaus kompromissloser Haltung, bedeutete das Ende der GFS.